# Felipe Guardiola
Pour les articles homonymes, voir Guardiola.
Guardiola  Sellés est un nom espagnol. Le premier nom de famille, en général paternel, est Guardiola ; le second, en général maternel, souvent omis, est Sellés.
Felipe Guillermo Guardiola Sellés est un homme politique espagnol membre du Parti socialiste ouvrier espagnol (PSOE), né le 27 mai 1951 à Valence.
Il est député de la circonscription de Castellón au Congrès entre 1979 et 1983. Vice-président et conseiller à l'Intérieur du conseil du Pays valencien à compter de 1981, il conserve ces deux responsabilités lors de la formation de la Généralité valencienne. Il est relevé de son département exécutif en 1985.
Il quitte le conseil de la Généralité valencienne en 1987 pour devenir porte-parole du groupe socialiste au Parlement valencien. Après une législature à exercer cette fonction, il rejoint en 1991 le Sénat espagnol, où il siège quatre ans. Il se retire ensuite de la vie politique.

## Formation et vie professionnelle
Felipe Guillermo Guardiola Sellés naît le 27 mai 1951 à Valence. Il étudie le droit à l'université de Valence entre 1968 et 1973, puis obtient un diplôme en criminologie,.
Après des études en commerce exétieur à la chambre de commerce espagnole à Londres en 1974, il devient directeur de la chambre de compensation de Castellón de la Plana pendant cinq ans. Il fonde en 1975 l'institution culturelle Promoción de Actividades Culturales de Castellón.

## Engagement politique

### Parlementaire national
Il constitue en janvier 1976 la fédération du Parti socialiste populaire (PSP) dans la province de Castellón, et en devient le secrétaire. Il renonce à cette responsabilité en 1977, puis adhère au Parti socialiste ouvrier espagnol (PSOE) et à l'Union générale des travailleurs (UGT).
Lors des élections générales du 1er mars 1979, il est élu député de la circonscription de Castellón au Congrès des députés. Il est réélu à l'occasion des élections générales anticipées du 28 octobre 1982.

### Conseiller puis député valencien
Le 15 septembre 1981, après la signature d'un accord de partage des responsabilités passé entre l'Union du centre démocratique (UCD), le Parti socialiste du Pays valencien-PSOE (PSPV-PSOE) et le Parti communiste du Pays valencien-Parti communiste d'Espagne (PCPV-PCE), Felipe Guardiola prend les fonctions de vice-président et conseiller à l'Intérieur du conseil du Pays valencien, sous la présidence du centriste Enrique Monsonís.
Il est confirmé le 2 décembre 1982, lorsque le socialiste Joan Lerma prend la tête du gouvernement transitoire de la nouvelle Généralité valencienne.
Élu député de la circonscription de Castellón au Parlement valencien à l'occasion des élections parlementaires du 8 mai 1983, il est maintenu dans ses responsabilités à la formation du gouvernement Lerma I, le 28 juin suivant. Il abandonne ses responsabilités sur le département de l'Intérieur, qui disparaît de l'organigramme, le 24 juillet 1985. À la suite des élections du 10 juin 1987, il quitte l'exécutif afin de prendre les fonctions de porte-parole du groupe parlementaire socialiste.

### Sénateur
Il ne se représente pas aux élections de mai 1991. Le 19 septembre, Felipe Guardiola est élu au Sénat par le Parlement valencien. Il quitte son siège à l'issue de son mandat de quatre ans, le 25 juillet 1995. Il se retire alors de la vie politique.
Le secrétaire général du PSPV-PSOE Joan Ignasi Pla le nomme le 21 septembre 2004 au sein d'un comité d'experts interne — aux côtés notamment de Joan Lerma et Ciprià Ciscar — chargé de conseiller la direction pour formuler des propositions de réforme du statut d'autonomie de la Communauté valencienne. La réforme statutaire est approuvée, fruit d'un consensus entre conservateurs et socialistes, est adoptée le 1er juillet 2005.

## Note
1. ↑  En Espagne, un « conseiller » (en espagnol : consejero) est un membre du gouvernement d'une communauté autonome.